# Zelowan nodivulva
Zelowan nodivulva Murphy & Russell-Smith, 2010 è un ragno appartenente alla famiglia Gnaphosidae.

## Etimologia
Il nome della specie deriva dal latino nodus, cioè nodo, agglomerato, e vulva, cioè apparato genitale femminile, in riferimento alla conformazione dei dotti spermatecali dell'epigino femminile.

## Caratteristiche
L'olotipo femminile rinvenuto ha lunghezza totale è di 4,17mm; la lunghezza del cefalotorace è di 1,46mm; e la larghezza è di 1,06mm.

## Distribuzione
La specie è stata reperita nel Burundi meridionale: l'olotipo femminile è stato rinvenuto a Rutovu, appartenente alla provincia di Bururi.

## Tassonomia
Al 2016 non sono note sottospecie e dal 2010 non sono stati esaminati nuovi esemplari.